# 나가노하라쿠사쓰구치역
나가노하라쿠사쓰구치역(일본어: 長野原草津口駅)은 일본 군마현 아가쓰마군 나가노하라정에 위치한 동일본 여객철도 아가쓰마 선의 철도역이다. 섬식 승강장 1면 2선의 구조를 갖춘 지상역이다.

## 타는 곳
| 1 | ■ 아가쓰마 선 | 상행 | 나카노조 · 시부카와 · 신마에바시 · 다카사키 방면 |
| 2 | ■ 아가쓰마 선 | 상행 | 나카노조 · 시부카와 · 신마에바시 · 다카사키 방면 |
| 2 | ■ 아가쓰마 선 | 하행 | 만자 · 카자와구치 · 오마에 방면                  |

## 이용 현황
| 승차 인원 추이 | 승차 인원 추이 |
| 연도           | 1일 평균       |
| -------------- | -------------- |
| 2000           | 921            |
| 2001           | 923            |
| 2002           | 917            |
| 2003           | 896            |
| 2004           | 869            |
| 2005           | 850            |
| 2006           | 832            |
| 2007           | 792            |
| 2008           | 794            |
| 2009           | 743            |
| 2010           | 691            |
| 2011           | 645            |
| 2012           | 682            |
| 2013           | 684            |
| 2014           | 714            |

## 역 주변
- 국도 제145호선 · 국도 제292호선 · 국도 제406호선
- 군마 현 아가쓰마 현민국 나가노하라 합동청사
- 나가노하라 정청
- 구사쓰 온천
- 하나시키 온천
- 시리야키 온천
- 노조리 댐

## 인접 역
| 동일본 여객철도 아가쓰마 선           | 동일본 여객철도 아가쓰마 선 | 동일본 여객철도 아가쓰마 선 |
| ------------------------------------- | --------------------------- | --------------------------- |
| 가와라유온센 다카사키 · 시부카와 방면 | ■ 아가쓰마 선               | 군마오쓰 오마에 방면        |